# Kepler-11d
Kepler-11d é um exoplaneta descoberto na órbita de uma estrela parecida com o Sol, Kepler-11. Possui esse nome pelo telescópio que o descobriu, uma sonda da NASA chamado Kepler que é projetado para detectar planetas semelhantes à Terra, medindo pequenas variações no brilho de suas estrelas, quando os planetas cruzam na sua frente. Este processo, conhecido como o método de trânsito, foi usado para observar a presença de seis planetas em órbita ao redor de Kepler-11, dos quais Kepler-11d é o terceiro mais próximo de sua estrela. Kepler-11d orbita Kepler-11, aproximadamente a cada 23 dias. O planeta tem aproximadamente seis vezes mais massa da Terra e tem um raio que é três vezes e meia maior do que a da Terra. É, no entanto, muito mais quente do que a Terra. A sua baixa densidade, comparável ao de Saturno, sugere que Kepler-11d tem uma grande atmosfera de hidrogênio e hélio. Kepler-11d foi anunciado com seus cinco planetas irmãos em 2 de fevereiro de 2011, após extensos estudos de acompanhamento.

## Nomenclatura e descoberta
Tal como acontece com todos os exoplanetas, Kepler-11d tem o nome primeiramente de sua estrela, a Kepler-11. Porque Kepler-11d foi anunciada ao mesmo tempo que os outros cinco planetas do sistema planetário, seus nomes são classificados pela distância da estrela hospedeira; assim, Kepler-11d é o terceiro planeta do sistema planetário de Kepler-11, e recebeu a designação d. Kepler-11 recebeu o nome da sonda Kepler, um satélite da NASA com tarefa de descobrir planetas semelhantes à Terra em uma pequena área do céu entre as constelações de Cygnus e Lyra, observando planetas em trânsito, ou que cruzem na frente de sua estrela hospedeira com relação à Terra. O trânsito faz com que o brilho da estrela diminua um pouco e em um ritmo regular, um fenômeno que a sonda Kepler estuda e pode provar ou refutar a existência de um corpo planetário. Kepler-11d foi marcado pelo Kepler-11, que recebeu a designação KOI-157.
Observações de acompanhamento obrigatórios foram realizados nos telescópios Hale e C. Donald Shane, na Califórnia; o Observatório W. M. Keck, no Havaí; observatórios WIYN, Whipple, e MMT no Arizona; e os telescópios Hobby-Eberly e Smith do Texas. Além disso, o Telescópio Espacial Spitzer também foi usado. Kepler-11d, junto com seus cinco planetas irmãos, foram anunciados ao público em 2 de fevereiro de 2011. A descoberta foi publicada na revista Nature no dia seguinte.

## Estrela hospedeira
Kepler-11 é uma estrela de classe-G, na constelação de Cygnus. Com uma massa de 0.95 Msol, um raio de 1.1 Rsol, a metalicidade média de 0, e uma temperatura efetiva de 5680 K, Kepler-11 a massa é quase idêntica ao Sol (95% do Sol), raio (110% do Sol), e teor de ferro igual do Sol. Tal como as nuvens de gás ricas em metais tendem a fazer núcleos planetários para agregar a um tamanho gravitacionalmente proeminente enquanto os gases primordiais continuam a existir no sistema, gigantes gasosos tendem a formar sob tais condições. Também é um pouco mais fria do que o Sol. No entanto, estima-se ter 8 (± 2) bilhões de anos, muito mais velha do que o Sol. Kepler-11 é hospedeira de outros cinco planetas: Kepler-11b, Kepler-11c, Kepler-11e, Kepler-11f e Kepler-11g. Os primeiros cinco planetas do sistema têm órbitas que caberiam coletivamente dentro da órbita do planeta Mercúrio, enquanto a órbita de Kepler-11g tem uma distância consideravelmente mais longe em relação às órbitas dos seus irmãos.
A uma distância de 2.000 anos-luz, Kepler-11 tem uma magnitude aparente de 14.2. E não pode ser vista da Terra a olho nu.

## Características

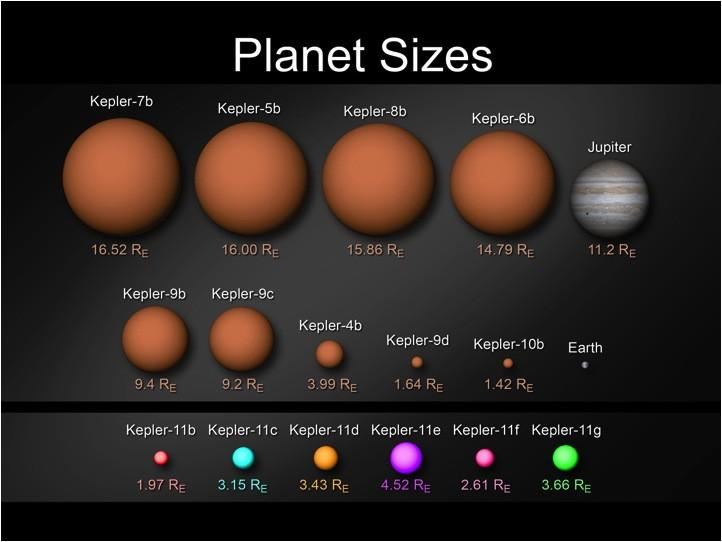
Uma comparação entre os planetas Kepler, em comparação com a Terra e Júpiter. Kepler-11d está em laranja na parte inferior.

Kepler-11d tem uma massa de 6.1 M⊕ e um raio de 3.43 R⊕, tornando-se cerca de seis vezes mais massa do que a Terra, e com três vezes e meia o raio. Com uma densidade de 0.9 g/cm3, a densidade de Kepler-11d é menor do que a da água e comparável com o gigante gasoso Saturno. Isso sugere que, ao contrário de seus irmãos Kepler-11b e Kepler-11c, que estão mais perto de sua estrela-mãe, Kepler-11d mantém uma grande atmosfera que é provavelmente composta de hidrogênio e hélio. Kepler-11d tem uma temperatura de equilíbrio de 692 K, cerca de 2.7 vezes a temperatura de equilíbrio da Terra. A órbita de Kepler-11d, a uma distância média de .159 AU de sua estrela hospedeira e completa uma órbita a cada 22.68719 dias, tornando-se o terceiro planeta do sistema planetário de Kepler-11. O planeta Mercúrio do Sistema Solar, em comparação, orbita a cada 87.97 dias, a uma distância de .387 AU. A inclinação da órbita de Kepler-11c é de 89.3°, e é, portanto, quase totalmente inclinado de lado visto da Terra.
A presença de grandes quantidades de hidrogênio e hélio em Kepler-11d, Kepler-11e e Kepler-11f sugerem que estes planetas se formaram nos primeiros milhões de anos de existência do sistema, quando o gás ainda poderia ser capturado a partir do disco de formação protoplanetário.